# Turkse voetbalbeker 2024/25
De Turkse voetbalbeker 2024/25 is de 63e editie van de Turkse voetbalbeker en werd gewonnen door Galatasaray.
Kasımpaşa liet kort voor de loting van de vijfde vijfde ronde weten niet deel te willen nemen aan het toernooi vanwege de lage financiële uitkeringen en stuurde het onder 19 elftal.

## Eerste ronde
| Team 1                     | Res.             | Team 2                |
| -------------------------- | ---------------- | --------------------- |
| Kahramanmaraş İstiklalspor | 0 – 1            | Kilis Belediyespor    |
| Küçükçekmece Sinopspor     | 2 – 0            | Düzcespor             |
| Çankırı FK                 | 1 – 2            | Kırıkkale FK          |
| Kelkit Hürriyet            | 3 – 1 (nv)       | Kars 36 Spor          |
| Bayburt Özel İdarespor     | 2 – 0            | Serhat Ardahanspor    |
| Şırnak Petrol              | 4 – 1            | Kurtalanspor          |
| Bitlis Özgüzelderespor     | 2 – 0            | Hakkari Zapspor       |
| Dersimspor                 | 0 – 7            | Adıyaman FK           |
| Kahramanmaraşspor          | 1 – 0            | Nevşehir Belediyespor |
| Etimesgut Belediyespor     | 1 – 0            | Kırşehir Futbol       |
| Uşakspor                   | 4 – 0            | 1922 Konyaspor        |
| Bucak Belediye Oğuzhanspor | 0 – 0 ns (6 – 5) | Denizlispor           |
| Zonguldak Kömürspor        | 2 – 0            | Bartınspor            |
| Yeşil Yalova               | 3 – 0            | Yeni Çanspor          |
| 23 Elazığ FK               | 2 – 0            | 12 Bingöl Spor        |
| Bozüyük Vitraspor          | 0 – 1            | Bursaspor             |

## Tweede ronde
| Team 1                        | Res.             | Team 2                       |
| ----------------------------- | ---------------- | ---------------------------- |
| Kilis Belediyespor            | 2 – 0            | Balıkesirspor                |
| Zonguldak Kömürspor           | 2 – 4 (nv)       | Kırıkkale FK                 |
| Fethiyespor                   | 2 – 2 ns (4 – 3) | Düzcespor                    |
| Adıyaman FK                   | 5 – 0            | Afyonspor                    |
| Etimesgut Belediyespor        | 2 – 0            | Şırnak Petrol                |
| Kahramanmaraşspor             | 0 – 3            | Çorluspor 1947               |
| Fatsa Belediyespor            | 2 – 1 (nv)       | Silifke Belediyespor         |
| Nazillispor                   | 1 – 5            | Somaspor                     |
| Yozgat Belediyespor Bozokspor | 0 – 2            | Kırklarelispor Futbol        |
| Artvin Hopaspor               | 1 – 3            | Belediye Derincespor         |
| Küçükçekmece Sinopspor        | 7 – 3            | Altınordu                    |
| Ergene Velimeşe               | 1 – 0            | Çankaya                      |
| Beykoz İshaklı                | 2 – 6            | Mardin 1969 Spor             |
| Ağrı 1970                     | 4 – 0            | Arnavutköy Belediyesi Futbol |
| Muğlaspor                     | 4 – 4 ns (2 – 4) | Sarıyer                      |
| Niğde Belediyespor            | 1 – 0            | 68 Aksarayspor               |
| 23 Elazığ FK                  | 3 – 2 (nv)       | Polatlı 1926                 |
| Bitlis Özgüzelderespor        | 1 – 1 ns (3 – 4) | Kelkit Hürriyet              |
| Beykoz Anadoluspor            | 0 – 3            | Tire 2021                    |
| Ankara Demirspor              | 1 – 1 ns (4 – 3) | Mazıdağı Fosfatspor          |
| Amasyaspor                    | 4 – 0            | Bucak Belediye Oğuzhanspor   |
| Çayelispor                    | 0 – 2            | Yeşil Yalova                 |
| Bayburt Özel İdarespor        | 2 – 0            | İzmir Çoruhlu FK             |
| Karabük İdmanyurduspor        | 0 – 4            | Bursa Nilüfer Futbol         |
| Altay                         | 0 – 1            | Karaman FK                   |
| Giresunspor                   | 0 – 1            | Viranşehir Belediyespor      |
| Osmaniyespor                  | 1 – 0            | Diyarbekirspor               |
| Türk Metal 1963               | 1 – 3            | Pazarspor                    |
| Büyükçekmece Tepecikspor      | 0 – 1            | Serik Belediyespor           |
| Kemerkent Bulvarspor          | 0 – 1            | Inegölspor                   |
| Uşakspor                      | 0 – 1            | Bursaspor                    |
| Erciyes 38                    | 2 – 1 (nv)       | Orduspor 1967                |

## Derde ronde
| Team 1                      | Res.             | Team 2                      |
| --------------------------- | ---------------- | --------------------------- |
| Bursa Nilüfer Futbol        | 2 – 3            | Ankaragücü                  |
| Alanyaspor                  | w/o              | Adıyaman FK                 |
| Bornova 1877                | 0 – 2            | Fethiyespor                 |
| Etimesgut Belediyespor      | 2 – 0            | Mardin Büyükşehir Başakspor |
| Sarıyer                     | 1 – 0            | Niğde Belediyespor          |
| Fatih Karagümrük            | 1 – 0            | Tokat Belediye Plevnespor   |
| 23 Elazığ FK                | 0 – 4            | Konyaspor                   |
| Adanaspor                   | 1 – 2 (nv)       | Çorluspor 1947              |
| Ağrı 1970                   | 0 – 1            | Beyoğlu Yeni Çarşı          |
| Muşspor                     | 2 – 1            | Inegölspor                  |
| Silivrispor                 | 4 – 2            | Kayserispor                 |
| 1954 Kelkit Belediyespor    | 0 – 0 ns (2 – 3) | Antalya Kepezspor           |
| Aliağa                      | 2 – 3 (nv)       | Anadolu Üniversitesi        |
| Ankara Demirspor            | 3 – 0            | Erciyes 38                  |
| Belediye Derince            | 0 – 1            | Tire 2021                   |
| Elazığspor                  | 2 – 0 (nv)       | Kemalpaşa 1923              |
| Ergene Velimeşe             | 0 – 3            | Sebat Gençlikspor           |
| Fatsa Belediyespor          | 1 – 2            | Karaman FK                  |
| Karacabey Belediyespor      | 3 – 0            | Amasyaspor 1968             |
| Karşıyaka                   | 1 – 1 ns (4 – 3) | Viranşehir Belediyespor     |
| Kırıkkale Büyük Anadoluspor | 2 – 0            | Yeni Malatyaspor            |
| Küçükçekmece Sinopspor      | 3 – 2            | Erbaaspor                   |
| Kuşadasıspor                | 1 – 2            | Karaköprü Belediyespor      |
| Osmaniyespor                | 6 – 0            | Serik Belediyespor          |
| Somaspor                    | 0 – 1            | Belediye Kütahyaspor        |
| Yeşil Yalova                | 0 – 4            | Kırklarelispor              |
| İnegöl Kafkas               | 0 – 4            | Hatayspor                   |
| Isparta 32 Spor             | 1 – 0            | Pazarspor                   |
| Yeni Orduspor               | 1 – 0            | Şanlıurfaspor               |
| Bayburt Özel İdarespor      | 0 – 0 ns (2 – 4) | Samsunspor                  |
| Efeler 09                   | 1 – 2            | Adana 01 FK                 |
| Pendikspor                  | 1 – 2 (nv)       | Ayvalıkgücü Belediyespor    |
| Edirnespor                  | 0 – 1            | Batman Petrolspor           |
| İstanbulspor                | 4 – 2            | Kilis Belediyespor          |
| Bursaspor                   | 3 – 1            | Turgutluspor                |

## Vierde ronde
| Team 1                       | Res.             | Team 2                   |
| ---------------------------- | ---------------- | ------------------------ |
| Iğdır FK                     | 2 – 3            | Muşspor                  |
| Bandırmaspor                 | 2 – 3 (nv)       | Karacabey Belediyespor   |
| Antalyaspor                  | 4 – 1            | Küçükçekmece Sinopspor   |
| Adana Demirspor              | 4 – 3 (nv)       | Sebat Gençlikspor        |
| Samsunspor                   | 2 – 4 (nv)       | 52 Orduspor              |
| 24 Erzincanspor              | 3 – 0            | Karaköprü Belediyespor   |
| Amed SFK                     | 1 – 0 (nv)       | Adana 01 FK              |
| Anadolu Üniversitesi         | 1 – 2            | Bucaspor 1928            |
| Sincan Belediyesi Ankaraspor | 1 – 2 (nv)       | Etimesgut Belediyespor   |
| Çorluspor 1947               | 4 – 2            | Manisa FK                |
| Erzurumspor FK               | 3 – 2            | Ayvalıkgücü Belediyespor |
| Fatih Karagümrük             | 3 – 0            | Sarıyer                  |
| Gençlerbirliği               | 1 – 0 (nv)       | Belediye Kütahyaspor     |
| 1461 Trabzon FK              | 3 – 1            | Kırıkkale FK             |
| İskenderunspor               | 4 – 1            | Tire 2021                |
| İstanbulspor                 | 4 – 1            | Alanya 1221 Futbol       |
| Ankara Keçiörengücü          | 4 – 2            | Beyoğlu Yeni Çarşı       |
| Menemen FK                   | 3 – 0            | Elazığspor               |
| Yeni Mersin İdmanyurdu       | 0 – 2            | Kırklarelispor           |
| Karşıyaka                    | 1 – 2            | Ankaragücü               |
| Bursaspor                    | 2 – 2 ns (6 – 7) | Vanspor                  |
| Konyaspor                    | 9 – 0            | Antalya Kepezspor        |
| Ankara Demirspor             | 1 – 3            | Kastamonuspor            |
| Çaykur Rizespor              | 3 – 2            | Silivrispor              |
| Gaziantep FK                 | 1 – 0            | Batman Petrolspor        |
| Hatayspor                    | 5 – 0            | Osmaniyespor             |
| Alanyaspor                   | 4 – 1            | Fethiyespor              |
| Karaman FK                   | 0 – 2            | Esenler Erokspor         |
| Ümraniyespor                 | 3 – 2            | Isparta 32 Spor          |

## Vijfde ronde
| Team 1              | Res.             | Team 2                 |
| ------------------- | ---------------- | ---------------------- |
| Eyüpspor            | 4 – 1            | Etimesgut Belediyespor |
| Konyaspor           | 1 – 0            | Karacabey Belediyespor |
| Çaykur Rizespor     | 6 – 0            | Vanspor                |
| Alanyaspor          | 3 – 2            | Amed SFK               |
| Muşspor             | 1 – 1 ns (3 – 4) | Antalyaspor            |
| Ankara Keçiörengücü | 1 – 4            | Sivasspor              |
| Kastamonuspor       | 1 – 6            | Bodrum FK              |
| Esenler Erokspor    | 1 – 2            | Istanbulspor           |
| Boluspor            | 4 – 0            | 1461 Trabzon FK        |
| Çorluspor 1947      | 2 – 3            | Kocaelispor            |
| Ümraniyespor        | 1 – 2            | Fatih Karagümrük       |
| Menemen FK          | 2 – 3            | Ankaragücü             |
| Erzurumspor FK      | 2 – 0            | Sakaryaspor            |
| Kırklarelispor      | 2 – 0            | Adana Demirspor        |
| Gaziantep FK        | 2 – 0            | 52 Orduspor FK         |
| İskenderunspor      | 1 – 0            | Hatayspor              |
| Bucaspor 1928       | 0 – 4            | Göztepe                |
| Gençlerbirliği      | 0 – 1            | Kasımpaşa              |
| 24 Erzincanspor     | 4 – 6            | Çorum FK               |

## Groepsfase
| Legenda kleuren in de tabellen                                |
| ------------------------------------------------------------- |
| Groepswinnaars en nummers twee gaan door naar de halve finale |
| Uitgeschakeld                                                 |

#### Poule A
| # | Club             | Wedstrijden | Wedstrijden | Wedstrijden | Wedstrijden | Doelpunten | Doelpunten | Doelpunten | Punten |
| - | ---------------- | ----------- | ----------- | ----------- | ----------- | ---------- | ---------- | ---------- | ------ |
| # | Club             | G           | W           | G           | V           | V          | T          | Saldo      | Punten |
| 1 | Trabzonspor      | 3           | 2           | 1           | 0           | 10         | 4          | +6         | 7      |
| 2 | İskenderunspor   | 3           | 1           | 2           | 0           | 5          | 4          | +1         | 5      |
| 3 | Alanyaspor       | 3           | 1           | 1           | 1           | 5          | 5          | 0          | 4      |
| 4 | Çaykur Rizespor  | 3           | 1           | 0           | 2           | 4          | 7          | -3         | 3      |
| 5 | Fatih Karagümrük | 3           | 1           | 0           | 2           | 3          | 6          | -3         | 3      |
| 6 | Ankaragücü       | 3           | 0           | 2           | 1           | 3          | 4          | -1         | 2      |

#### Poule B
| # | Club         | Wedstrijden | Wedstrijden | Wedstrijden | Wedstrijden | Doelpunten | Doelpunten | Doelpunten | Punten |
| - | ------------ | ----------- | ----------- | ----------- | ----------- | ---------- | ---------- | ---------- | ------ |
| # | Club         | G           | W           | G           | V           | V          | T          | Saldo      | Punten |
| 1 | Fenerbahçe   | 3           | 3           | 0           | 0           | 12         | 1          | +11        | 9      |
| 2 | Göztepe      | 3           | 3           | 0           | 0           | 7          | 0          | +7         | 9      |
| 3 | İstanbulspor | 3           | 2           | 0           | 1           | 5          | 4          | +1         | 6      |
| 4 | Gaziantep    | 3           | 1           | 0           | 2           | 5          | 5          | 0          | 3      |
| 5 | Erzurumspor  | 3           | 0           | 0           | 3           | 0          | 9          | -9         | 0      |
| 6 | Kasımpaşa    | 3           | 0           | 0           | 3           | 0          | 10         | -10        | 0      |

#### Poule C
| # | Club        | Wedstrijden | Wedstrijden | Wedstrijden | Wedstrijden | Doelpunten | Doelpunten | Doelpunten | Punten |
| - | ----------- | ----------- | ----------- | ----------- | ----------- | ---------- | ---------- | ---------- | ------ |
| # | Club        | G           | W           | G           | V           | V          | T          | Saldo      | Punten |
| 1 | Konyaspor   | 3           | 2           | 1           | 0           | 4          | 1          | +3         | 7      |
| 2 | Galatasaray | 3           | 1           | 2           | 0           | 6          | 3          | +3         | 5      |
| 3 | Başakşehir  | 3           | 1           | 2           | 0           | 6          | 3          | +3         | 5      |
| 4 | Eyüpspor    | 3           | 1           | 1           | 1           | 2          | 3          | -1         | 4      |
| 5 | Çorum FK    | 3           | 1           | 0           | 2           | 3          | 6          | -3         | 3      |
| 6 | Boluspor    | 3           | 0           | 0           | 3           | 2          | 7          | -5         | 0      |

#### Poule D
| # | Club           | Wedstrijden | Wedstrijden | Wedstrijden | Wedstrijden | Doelpunten | Doelpunten | Doelpunten | Punten |
| - | -------------- | ----------- | ----------- | ----------- | ----------- | ---------- | ---------- | ---------- | ------ |
| # | Club           | G           | W           | G           | V           | V          | T          | Saldo      | Punten |
| 1 | Beşiktaş       | 3           | 3           | 0           | 0           | 5          | 1          | +4         | 9      |
| 2 | Bodrum FK      | 3           | 2           | 1           | 0           | 8          | 5          | +3         | 7      |
| 3 | Kocaelispor    | 3           | 2           | 0           | 1           | 7          | 4          | +3         | 6      |
| 4 | Antalyaspor    | 3           | 1           | 0           | 2           | 5          | 6          | -1         | 3      |
| 5 | Kırklarelispor | 3           | 0           | 1           | 2           | 5          | 9          | -4         | 1      |
| 6 | Sivasspor      | 3           | 0           | 0           | 3           | 0          | 5          | -5         | 0      |

## Kwartfinale
|              |                                         |       |                |                                         |
| 1 april 2025 | Konyaspor                               | 3 – 0 | İskenderunspor | Konya Büyükşehir Belediyestadion, Konya |
| 1 april 2025 | 65' Nayir 84' İbrahimoğlu 90+3' Čalušić |       |                | Konya Büyükşehir Belediyestadion, Konya |

|              |                                     |       |                           |                             |
| 2 april 2025 | Trabzonspor                         | 3 – 2 | Bodrum FK                 | Şenol Güneşstadion, Trabzon |
| 2 april 2025 | 3' Banza 21' Eskihellaç 98' Zoebkov |       | 15' Sulejmanov 20' Bardhi | Şenol Güneşstadion, Trabzon |

|              |                 |       |                 |                                  |
| 2 april 2025 | Fenerbahçe      | 1 – 2 | Galatasaray     | Şükrü Saracoğlustadion, Istanbul |
| 2 april 2025 | 45+1' Szymański |       | 10' 27' Osimhen | Şükrü Saracoğlustadion, Istanbul |

|              |          |       |                    |                          |
| 3 april 2025 | Beşiktaş | 1 – 3 | Göztepe            | Beşiktaş Park, Istanboel |
| 3 april 2025 | 30' Muçi |       | 38' 79' 81' Romulo | Beşiktaş Park, Istanboel |

## Halve Finale
|               |              |       |                                                     |                                                                                  |
| 22 april 2025 | Konyaspor    | 1 – 5 | Galatasaray                                         | Konya Büyükşehir Belediyestadion, Konya Scheidsrechter: Abdullah Buğra Taşkınsoy |
| 22 april 2025 | 83' Pedrinho |       | 26' Osimhen 42' Torreira 47' 55' Sallai 90+1' Demir | Konya Büyükşehir Belediyestadion, Konya Scheidsrechter: Abdullah Buğra Taşkınsoy |

|               |                       |       |         |                             |
| 24 april 2025 | Trabzonspor           | 2 – 0 | Göztepe | Şenol Güneşstadion, Trabzon |
| 24 april 2025 | 78' Tufan 89' Zoebkov |       |         | Şenol Güneşstadion, Trabzon |

## Finale
|             |                           |       |             |                             |
| 14 mei 2025 | Galatasaray               | 3 – 0 | Trabzonspor | Gaziantepstadion, Gaziantep |
| 14 mei 2025 | 5' Yılmaz 46' 63' Osimhen |       |             | Gaziantepstadion, Gaziantep |

1962-63 · 1963/64 · 1964/65 · 1965/66 · 1966/67 · 1967/68 · 1968/69 · 1969/70 · 1970/71 · 1971/72 · 1972/73 · 1973/74 · 1974/75 · 1975/76 · 1976/77 · 1977/78 · 1978/79 · 1979/80 · 1980/81 · 1981/82 · 1982/83 · 1983/84 · 1984/85 · 1985/86 · 1986/87 · 1987/88 · 1988/89 · 1989/90 · 1990/91 · 1991/92 · 1992/93 · 1993/94 · 1994/95 · 1995/96 · 1996/97 · 1997/98 · 1998/99 · 1999/00 · 2000/01 · 2001/02 · 2002/03 · 2003/04 · 2004/05 · 2005/06 · 2006/07 · 2007/08 · 2008/09 · 2009/10 · 2010/11 · 2011/12 · 2012/13 · 2013/14 · 2014/15 · 2015/16 · 2016/17 · 2017/18 · 2018/19 · 2019/20 · 2020/21 · 2021/22 · 2022/23 · 2023/24 · 2024/25